# Ван Саньюнь
Ван Санью́нь (кит. трад. 王三運 , упр. 王三运, пиньинь Wáng Sānyùn; род. в дек. 1952), с дек. 2011 года глава парткома КПК пров. Ганьсу, в 2007—2011 гг. губернатор пров. Аньхой, член ЦК КПК с 2012 года (кандидат с 2002 года).
Член КПК с июля 1979 года, член ЦК КПК 18 созыва (кандидат с 16 созыва). Исключен из партии за коррупцию.

## Биография
Родился в уезде Чжицзинь провинции Гуйчжоу, предки были родом из провинции Шаньдун. По национальности ханец.
Степень магистра получил в ЦПШ.
Работал в провинциях Гуйчжоу, Сычуань, Фуцзянь.
В 1990-92 гг. глава комсомола пров. Гуйчжоу.
В 1992-95 гг. глава Люпаньшуйского (пров. Гуйчжоу) горкома КПК.
В 1995-98 гг. глава Гуйянского (административный центр провинции Гуйчжоу) горкома КПК.
С 1995 г. член посткома парткома, в 1998—2001 гг. замглавы парткома пров. Гуйчжоу и ректор провинциальной партшколы.
В 2001—2002 гг. замглавы парткома пров. Сычуань и ректор провинциальной партшколы.
В 2002—2007 гг. замглавы парткома пров. Фуцзянь и ректор провинциальной партшколы.
С дек. 2007 года по дек. 2011 года губернатор пров. Аньхой (Восточный Китай) и замглавы парткома провинции.
С дек. 2011 года глава парткома пров. Ганьсу.